# Carl Grünberg
Carl Grünberg (geboren 10. Februar 1861 in Focșani, Rumänien; gestorben 2. Februar 1940 in Frankfurt am Main) war ein österreichischer Ökonom, Wirtschaftshistoriker und Soziologe. Er war Gründungsdirektor des Frankfurter Instituts für Sozialforschung und Begründer des von 1911 bis 1930 erschienenen Archivs für die Geschichte des Sozialismus und der Arbeiterbewegung. Er war erklärter Marxist und gilt als „Vater des Austromarxismus“.

## Leben
Grünberg entstammte einer deutsch-jüdischen Familie in Bessarabien. Die Matura legte er 1881 in Czernowitz in der Bukowina ab, die seinerzeit zu Österreich-Ungarn gehörte. Nach dem Jusstudium an der Universität Wien (bei Carl Menger und Lorenz von Stein) legte er 1885 das juristische Staatsexamen ab. Er absolvierte das Gerichtsjahr in Wien und wurde 1886 ebendort zum Dr. iur. promoviert. Anschließend arbeitete Grünberg als Konzipient in einer Anwaltskanzlei und bestand 1890 die Advokatursprüfung. Von 1890 bis 1893 absolvierte er ein zweites Studium, diesmal der Nationalökonomie, in Straßburg bei Georg Friedrich Knapp und Gustav Schmoller. In der Wiener Schottenkirche ließ er sich 1892 katholisch taufen. Von 1893 bis 1897 arbeitete er als Hof- und Gerichtsadvokat in Wien.
Gemeinsam mit Stephan Bauer, Ludo Moritz Hartmann und Emil Szanto gründete Grünberg 1893 die Zeitschrift für Social- und Wirthschaftsgeschichte. 1894 habilitierte er sich in Wien für Politische Ökonomie und lehrte anschließend als Privatdozent an der dortigen Universität. Parallel setzte er zunächst seine juristische Tätigkeit fort, von 1897 bis 1899 war er als Bezirksrichter im Justizdienst. 1900 wurde er zum außerordentlichen Professor für Politische Ökonomie an der Universität Wien ernannt, 1909 zum ordentlichen Professor für Nationalökonomie berufen. Ab 1905 gab Grünberg die Schriftenreihe „Studien zur Sozial-, Wirtschafts- und Verwaltungsgeschichte“ heraus, die nach dreizehn Veröffentlichungen 1925 endete. 1912 erhielt er gegen massiven Widerstand den Lehrstuhl für Neuere Wirtschaftsgeschichte. Nach Ausrufung der Republik wurde ihm während der Regierungsbeteiligung der Sozialdemokraten 1919 der Lehrstuhl für Politische Ökonomie und Volkswirtschaftspolitik übertragen, zugleich wurde Grünberg Direktor des staatswissenschaftlichen Instituts der Universität Wien. Zu seinen Schülern gehörten Karl Renner, Max Adler, Rudolf Hilferding, Friedrich Adler und Otto Bauer.
1923 wurde Grünberg auf den von der Gesellschaft für Sozialforschung gestifteten Lehrstuhl für wirtschaftliche Staatswissenschaften an der Universität Frankfurt am Main berufen. 1924 wurde er auf Betreiben des Stifters Felix Weil zum ersten Direktor des am 3. Februar 1923 gegründeten Institutes für Sozialforschung in Frankfurt ernannt. Unter Grünbergs Leitung hatte das Institut enge Verbindungen zum Marx-Engels-Institut in Moskau, seine damalige Ausrichtung wird von Hermann Korte als „orthodox-marxistisch“ bezeichnet. Grünberg brachte sein Archiv für die Geschichte des Sozialismus und der Arbeiterbewegung in das neue Institut mit ein. Im Januar 1928 erlitt Grünberg einen schweren Schlaganfall, der ihn arbeitsunfähig machte, und trat 1929 von der Leitung des Institutes zurück; sein Nachfolger wurde Max Horkheimer. 1931 wurde er Ehrenmitglied der Akademie der Wissenschaften der UdSSR.
Carl Grünberg war ab 1900 mit Hilde(gard) Ehrenzweig (1875–1960) verheiratet. Das Paar hatte zwei Söhne. Karl Stephan (* 1901) floh nach Uruguay, wo er sich in der österreichischen Emigrantenorganisation Austria Libre engagierte. Emil (1905–1988, nannte sich später Emile Grunberg) wurde wie der Vater Wirtschaftswissenschaftler und lehrte an der University of Akron (Ohio).

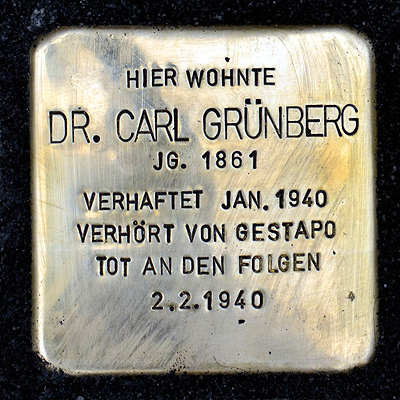
Stolperstein für Carl Grünberg in der Gutleutstraße 85

Die Nationalsozialisten zerschlugen nach ihrer Machtergreifung das Institut für Sozialforschung und entzogen Grünberg seine Professorenpension. Ihm blieb jedoch die Pension als ehemaliger IfS-Direktor, da diese aus einer privaten Stiftung bezahlt wurde. Anders als seine Söhne musste der durch seine schwere Krankheit nicht reisefähige Carl Grünberg in Deutschland bleiben. Am 2. Februar 1940 wurde er zur Frankfurter Geheimen Staatspolizei (Gestapo) einbestellt und starb am gleichen Tag unter ungeklärten Umständen. Seine Frau floh kurz darauf in die Schweiz. Anlässlich des 100. Geburtstag der Goethe-Universität wurden am 17. Oktober 2014 zum Gedenken an Carl Grünberg und seine Frau Hilde Stolpersteine in der Gutleutstraße 85 verlegt.

## Schriften (Auswahl)
- 1894: Die Bauernbefreiung und die Aufhebung der gutsherrlich-bäuerlichen Verhältnisse in Böhmen, Mähren und Schlesien. 2 Bde. Duncker & Humblot, Leipzig (Digitalisat [abgerufen am 6. April 2016]).
- 1897: Sozialismus, Kommunismus, Anarchismus. Gustav Fischer, Jena (Digitalisat [abgerufen am 6. April 2016]).
- 1901: Studien zur österreichischen Agrargeschichte. Duncker & Humblot, Leipzig (Digitalisat [abgerufen am 6. April 2016]).
- 1921: Die Londoner kommunistische Zeitschrift und andere Urkunden aus den Jahren 1847/1848. Mit einer einleitenden Abhandlung über „Die Entstehungsgeschichte des Kommunistischen Manifests“ und Anmerkungen (= Hauptwerke des Sozialismus und der Sozialpolitik. Band V). Neue Folge, C. L. Hirschfeld, Leipzig.
- 1924: Anfänge der kritischen Theorie; Festrede gehalten zur Einweihung des Instituts für Sozialforschung an der Universität Frankfurt am Main.